# Vilhelm Petersen (Architekt, 1851)

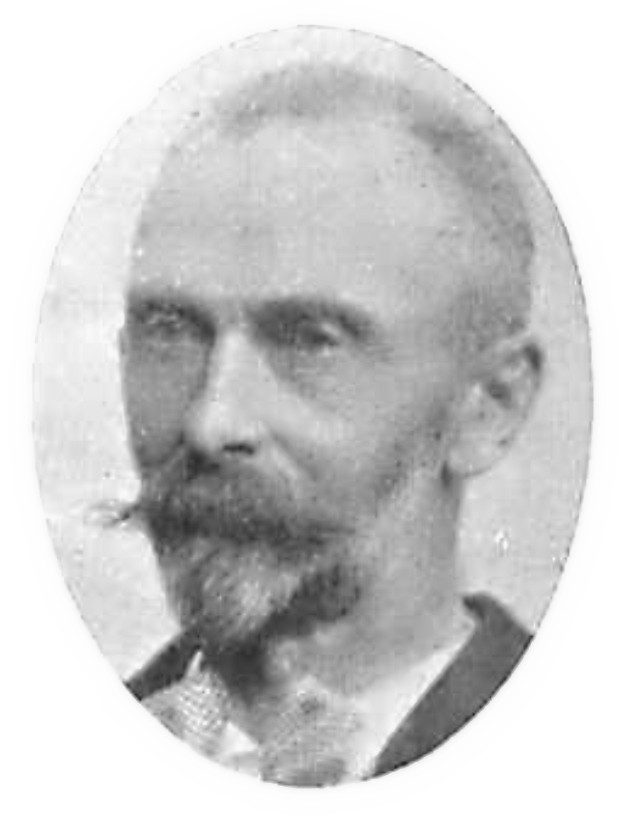
Jens Vilhlem Petersen

Jens Vilhelm Petersen (* 9. Januar 1851 in Odense; † 17. Juni 1931 ebenda) war ein dänischer Architekt und königlicher Gebäudeinspektor für Fünen und Sønderjylland.

## Familie
Jens Vilhelm Petersen war Sohn des Zimmermeisters und Feuerwehrchefs Rasmus Petersen (1823–94) und Bolette, geb. Jørgensen (1815–86).
Am 9. Januar 1887 heiratete er in Odense Marie Gottschalt (* 1. Februar 1858 in Odense; † 1. Dezember 1951 in Odense), Tochter des Schornsteinfegermeisters Carl Gottschalt (1821–70) und Marie Aagaard (1822–1915). 1881 zog er nach Odense und wurde dort sesshaft. Sein Sohn, Knud Lehmann Petersen, wurde auch Architekt und übernahm sogar das Amt des königlichen Gebäudeinspektors seines Vaters.

## Ausbildung
Er machte das große Präliminärexamen, entsprechend dem Abitur, am Gymnasium 'Odense Katedralskole', machte seine Zimmermannslehre beim Vater und arbeitete mehrere Jahre dort als Geselle, während er gleichzeitig die Technische Schule in Odense besuchte. Er zeichnete auch für den Architekten Carl Lendorf.
Im Oktober 1870 begann er sein Studium an der Kunstakademie in Kopenhagen, das er im Dezember 1875 abschloss.
1881 arbeitete er als Zeichner und Bauleiter für den Architekten Hans J. Holm. Von 1877 bis 1878 machte er auf eigene Kosten eine einjährige Studienreise nach Frankreich, Italien und Deutschland.

## Arbeitsleben
In Odense arbeitete Jens Vilhelm Petersen als selbständiger Architekt von 1889 bis 1929 und war gleichzeitig Beamter, nämlich 'königlicher Gebäudeinspektor' für Fünen, Vejle Amt, das Bistum Ribe und Teile Sønderjyllands.
1879 gehörte er zu den Stiftern des Akademischen Architektenvereins.
Als Schüler von Hans J. Holm war er zu Anfang ziemlich in den historizistischen Stil eingebunden. Er folgte jedoch den Tendenzen der Zeit in Richtung und löste sich etwas vom Historismus.
Als ein schönes Beispiele für die verschiedenen Stilarten, in denen er baute, sind:
- die Ane Margrethe Petersens Stiftung – reine italienische Renaissance
- das Bahnpostgebäude in Odense – dänisch-italienisch Renaissance
- die Thomas Kingo Kirche – dänische Renaissance

Petersens Stellung als königlicher Gebäudeinspektor brachte viele Aufgaben mit sich, neben seinen privaten Arbeiten. Dieser Arbeitsdruck führte zeitweise zu weniger künstlerischen Qualität.

## Auszeichnungen
- 1875 – den Neuhausen'sche Preis für seine Aufgabe „ein Kamin im Renaissancestil“
- 1881 – die kleine Goldmedaille für ein fürstliches Landschloss im gotischen Stil
- 1894 – Ritter des Dannebrogorden
- 1920 – Dannebrogsmann
- 1929 – Ehrenmitglied des Akademischen Architektenvereins

## Ausstellungen
- 1879 – Charlottenborgs Frühjahrsausstellung
- 1881 – Charlottenborgs Frühjahrsausstellung
- 1888 – Die Nordische Industrie-, Landwirtschafts- und Kunstausstellung in Kopenhagen

## Werke

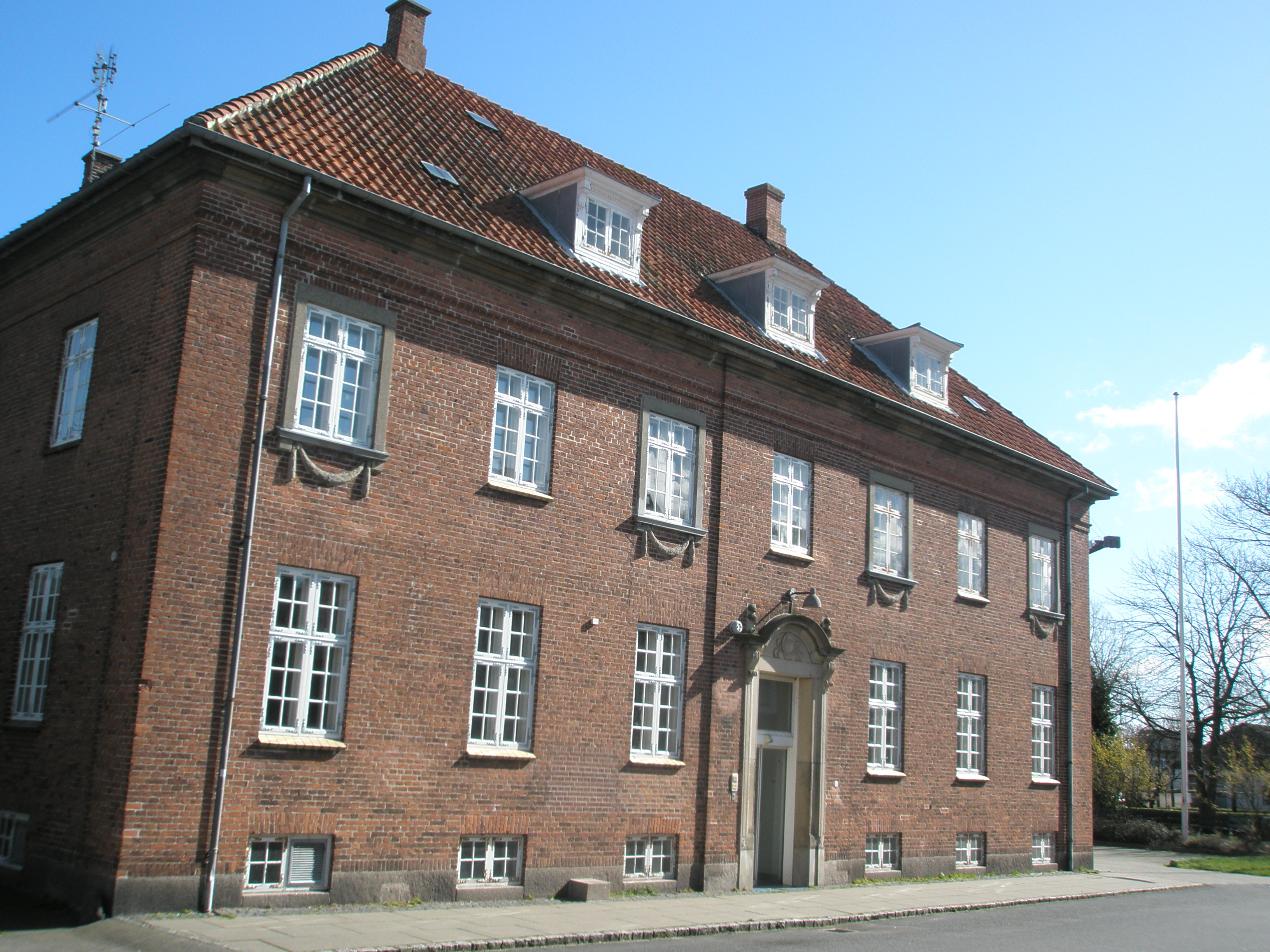
Postzentrale in Marstal

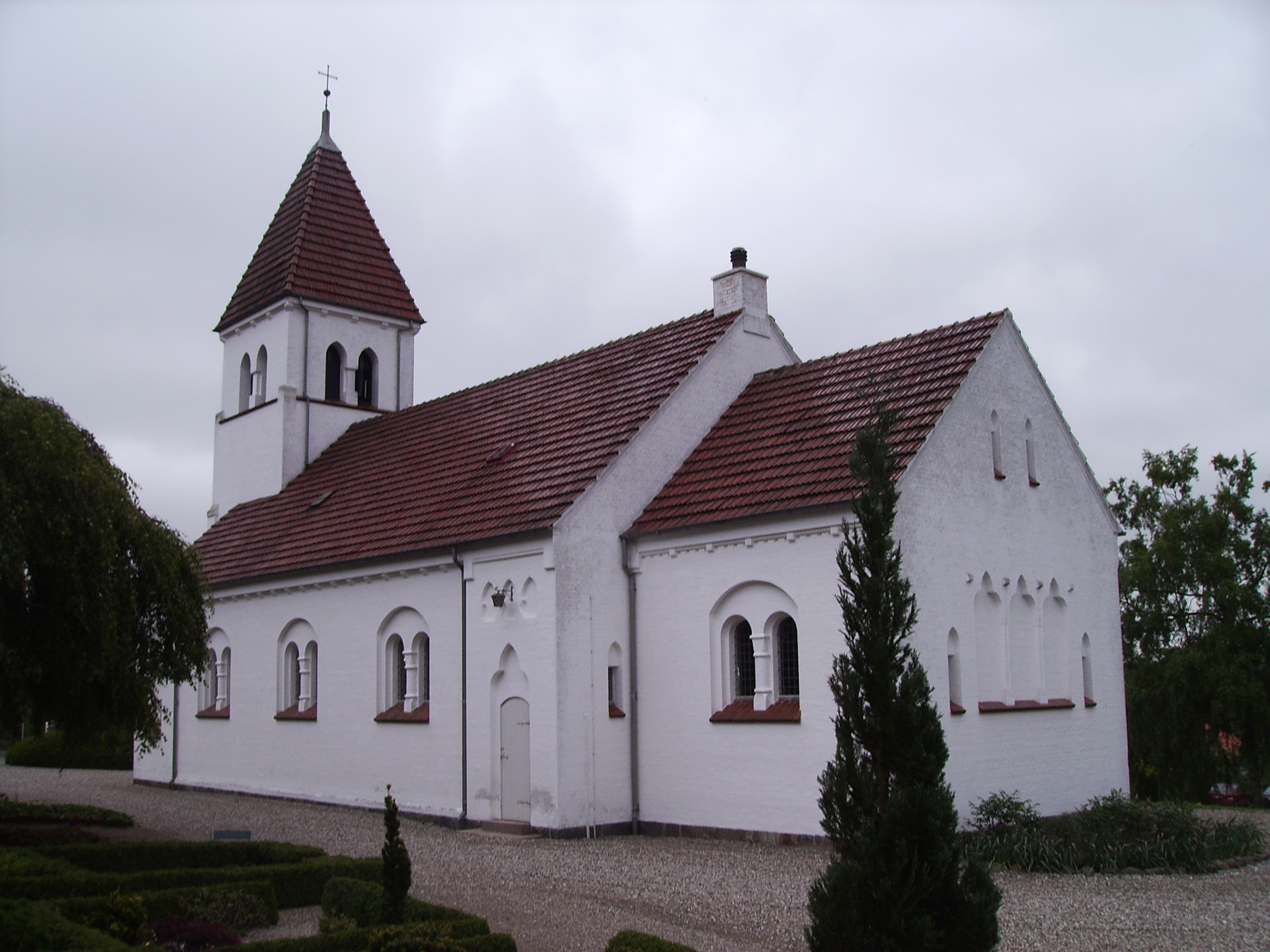
Broholm Kirche

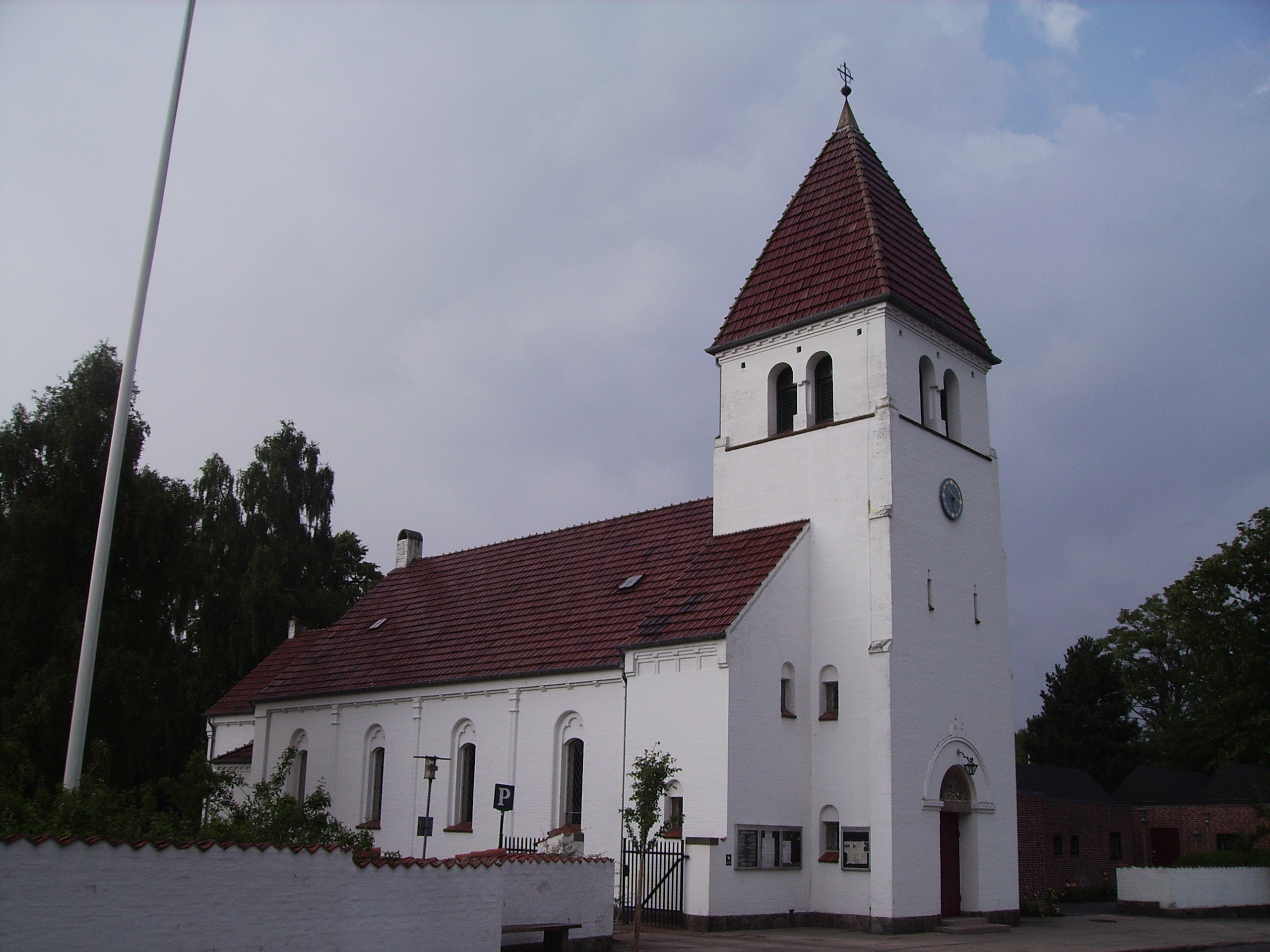
Die Erlöser Kirche

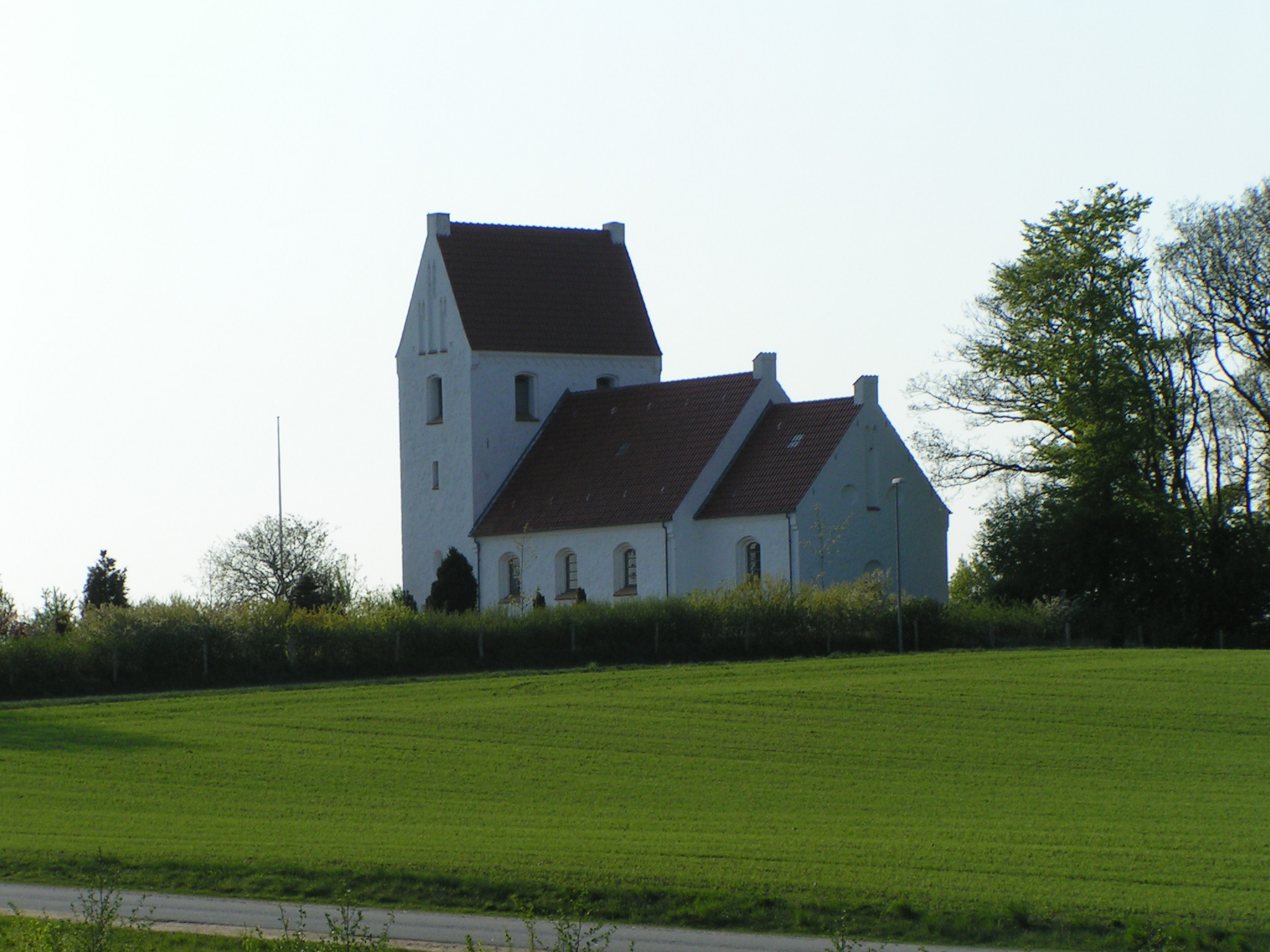
Nøvling Kirche

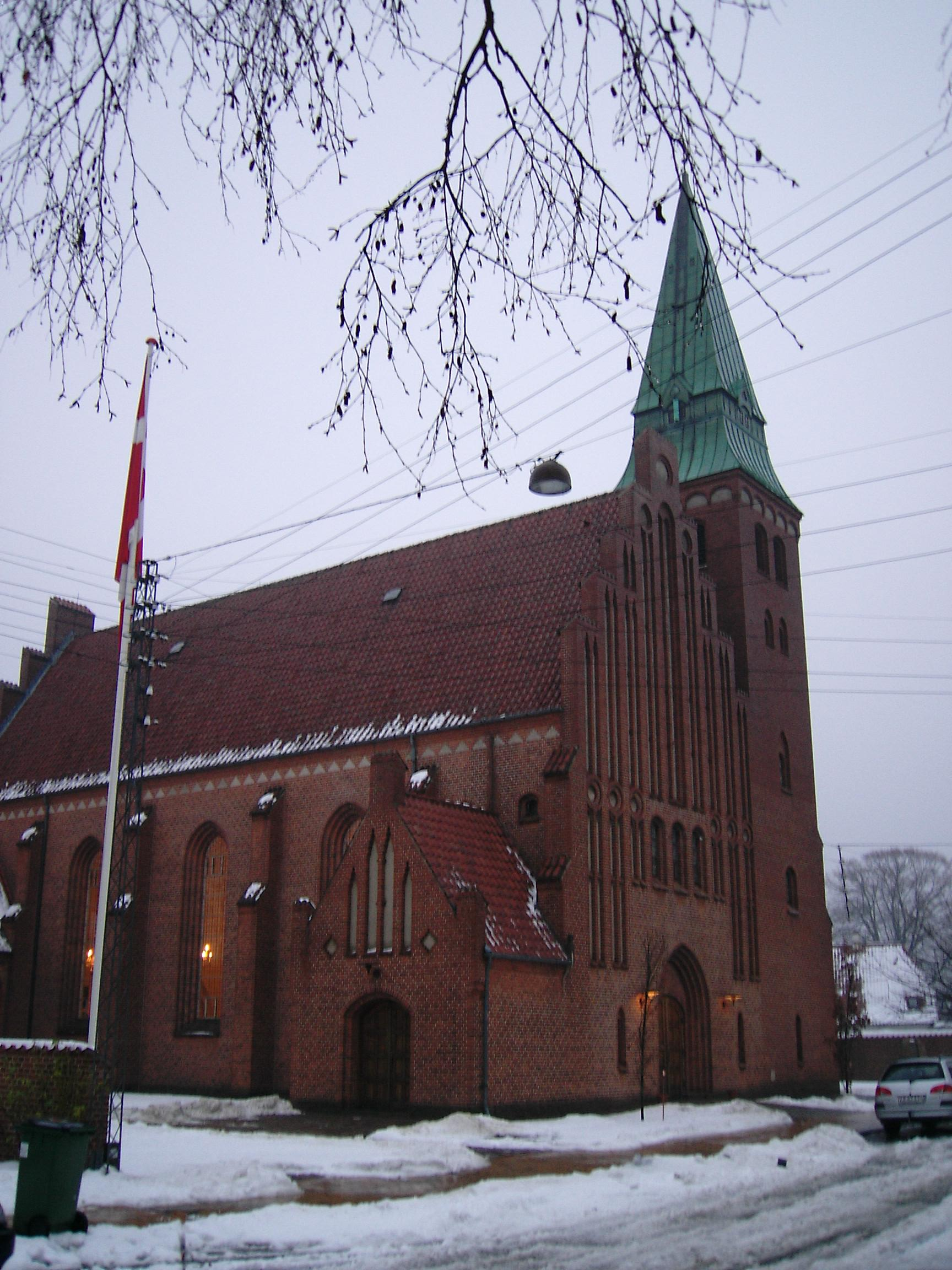
Thomas Kingos Kirche

- 1872 – Grabkapelle auf dem Friedhof der Kværndrup Kirke
- 1873–76 – Etagenhaus, Gothersgade 160, Kopenhagen, seit 1978 unter Denkmalschutz
- 1873–76 – Etagenhaus, Nørre Søgade 7, Kopenhagen, seit 1978 unter Denkmalschutz
- 1872–76 – Etagenhaus, Søtorvet 1–3, Kopenhagen, seit 1978 unter Denkmalschutz
- 1872–76 – Etagenhaus, Søtorvet 2, Kopenhagen, seit 1979 unter Denkmalschutz
- 1872–76 – Etagenhaus, Søtorvet 5, Kopenhagen, seit 1978 unter Denkmalschutz
- 1872–76 – Etagenhaus, Øster Søgade 8, Kopenhagen, seit 1978 unter Denkmalschutz
- 1883 – Bethania, Missionshaus, Ryttergade 3, Odense
- 1885–86 – Gemeindeschule, Klaregade, Odense
- 1886 – Ane Margrethe Petersens Stiftung, Smedestræde 33, Odense
- 1887 – Wasserturm in Ribe
- 1887–89 – Gutshof Skovsgaard auf Langeland
- 1888 – Wasserturm in Odense gemeinsam mit Prof. Otto Intze
- 1889–90 – die kommunale Mädchenschule, Hundegade 123, Ribe
- 189-91 – Infanteristenkaserne, Sdr. Boulevard 19–21, Odense, heute Sergentenschule
- 1890–92 – Garnisonskrankenhaus, Fredericia
- 1891 – Zollkammer in Ringkøbing
- 1892 – Posthaus in Herning
- 1892–93 – Lehrerseminar, Vejle
- 1892–94 – Das Gymnasium Odense Katedralenschule, Jernbanegade, Odense
- 1894 – Vorstandhaus, Lehrerseminarium in Jelling
- 1895 – Sparekasse, Kerteminde
- 1897 – Zollkammer in Esbjerg seit 1984 unter Denkmalschutz
- 1897 – Post- und Telegraphenhaus, Vejle
- 1899 – Kinderkrankenhaus, Odense
- 1899 – Zollkammer, Østre Stationsvej, Odense
- 1899–1900 – Amtshof, Vejle
- 1901 – Zollkammer in Ærøskøbing
- 1901 – Zollkammer in Svendborg
- 1902 – Ravnebjerg Kirche, Fünen
- 1906–07 – Broholm Kirche, Fünen
- 1906–07 – Zollkammer, Havnepladsen 2, Vejle, seit 1991 unter Denkmalschutz
- 1908–09 – die Erlöserkirche, Odense
- 1911 – Klarebrücke in Odense
- 1911 – Nordwestfünen'sche Eisenbahnhöfe
- 1913 – Posthus in Brande
- 1913–14 – die königliche Taubstummenschule in Fredericia
- 1913–14 – Videbæk Kirche
- 1916 – Bahnpostbüro, Østre Stationsvej, Odense
- 1917 – Die Sparkasse „Spare- og Laanekassen“ in Middelfart
- 1917 – Posthaus in Bramming
- 1917 – Das Zollkammergebäude in Kolding
- 1918–19 – Nøvling Kirke bei Herning
- 1919 – Post- und Telegraphenhaus in Marstal
- 1919 – Kirchensaal, Bülowsvej 1, Odense (später Teil der Thomas Kingo Kirche)
- 1919–21 – Posthaus, Rousthøjs Allé 8, Juelsminde
- 1920–21 – Zollkammer in Lemvig
- 1922–24 – Thomas Kingo Kirche, Odense
- 1925–26 – Zollkammer in Sønderborg
- 1926 –  Posthaus, Gravene 8, Haderslev seit 2003 unter Denkmalschutz

### Restaurierungen und Umbauten
- 1888 – Fuglebjerg Kirche
- 1895 – Nørre Nissum Kirche
- 1898 – Humble Kirche auf Langeland
- 1905 – Bjergby Kirke, Fünen
- 1909–10 – Haupthaus auf dem Gut Holstenshuus, Slotsallen 9, Faaborg, seit 1990 unter Denkmalschutz
- 1916 – Kavslunde Kirke
- 1920 – Staatslehrerseminarium, Haderslev (mit Peder Gram)
- 1924 – Haderslev Kathtedralenschukole, mit Neubau des Ostflügels
- 1925–26 – Adsbøl Kirche

### Dekorative Arbeiten
- 1890 – Kruzifix in der St.-Hans-Kirche, Odense
- 1890 – Glasgemälde im großen  Ostfenster in der St. Knuds Kirche, Odense
- 1894 – Königsstuhl in der St. Knuds Kirche, Odense
- 1916 – Tür für die Marslev Kirche auf Fünen
- 1920 – Gedenktafel für den Stadt- und Hafeningenieur N.H. Blicher im Odense Rathaus